# Idiotez

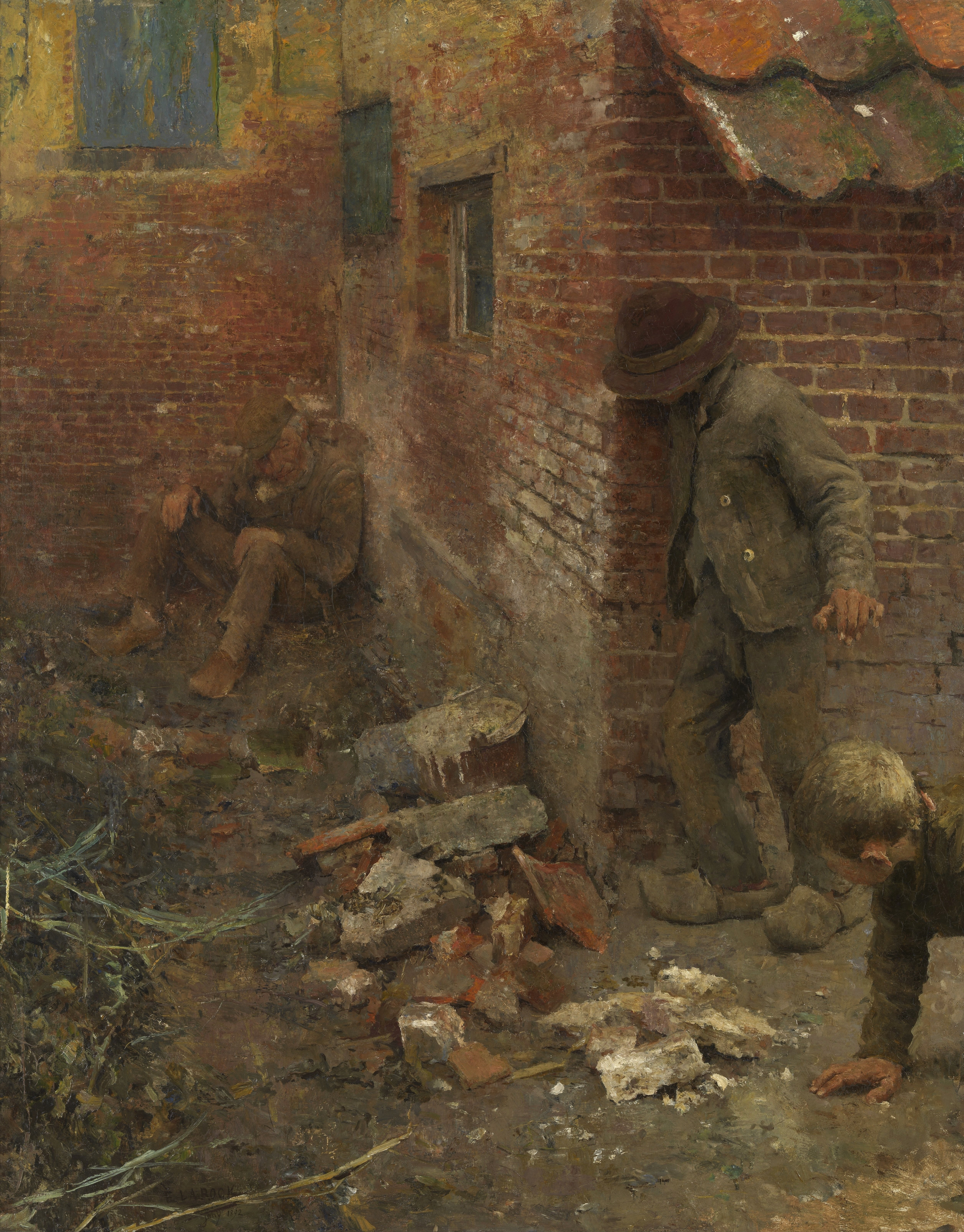
Evert Larock: El idiota

La idiotez, idiotismo o idiocia es, en términos médicos, equivalente al retraso mental profundo, una enfermedad mental que consiste en la ausencia casi total en una persona de facultades psíquicas o intelectuales.

## Etimología
Idiota es una palabra derivada del griego ἰδιώτης, idiōtēs ("persona privada de habilidad profesional", "compatriota", "individuo"), de ἴδιος, idios (privado, uno mismo). Empezó usándose para un ciudadano privado y egoísta que no se ocupaba de los asuntos públicos. En latín, la palabra idiota (una persona normal y corriente) precedió al término del latín tardío que significa «persona sin educación» o «ignorante». Su significado y la forma moderna data de alrededor del año 1300, del francés antiguo idiote (sin educación o persona ignorante). En 1487 la palabra idiotez pudo haber sido el modelo de analogía de las palabras «profeta» y de «la profecía». En la Baja Edad Media, el término idiota se utilizaba para designar a los monjes incapaces de leer las Sagradas Escrituras.

## Síntomas
La idiotez es el retardo mental más agudo. Su detección es muy temprana, los individuos poseen una edad mental inferior a los tres años y su cociente intelectual de 0 a 24 (individuo con 2 años mentales). 
La retentiva memorística es inexistente, la respuesta a estímulos está disminuida en alto grado.

## Tipos
Según el autor Emil Kraepelin, en su libro Lehrbuch der Psychiatrie, de 1920, se distinguen varios tipos:
- Simple
  - absoluto o completo. Estado vegetativo.
  - profundo. Existen funciones rudimentarias.
  - leve o atraso mental. Se disponen de leves aptitudes.
  - moral. Perversión de los instintos.
- Compuesto
  - polisárcico. Característico por su obesidad extrema.
  - hemipléjica
  - dipléjica
  - epiléptica
  - amaurótica.

Se clasifican en dos agrupaciones:
Idiocia amaurótica familiar: agrupación de enfermedades hereditarias.
Idiocia amaurótica de Bielschowsky: una forma extraña de la idiocia amaurótica familiar. Suelen comenzar los síntomas entre los 4 y 8 años empezando por la pérdida de visión y continuando con multitud de síntomas variados. También es conocida como síndrome de Bernheimer-Seitelberger.